# ジャック (トランプ)

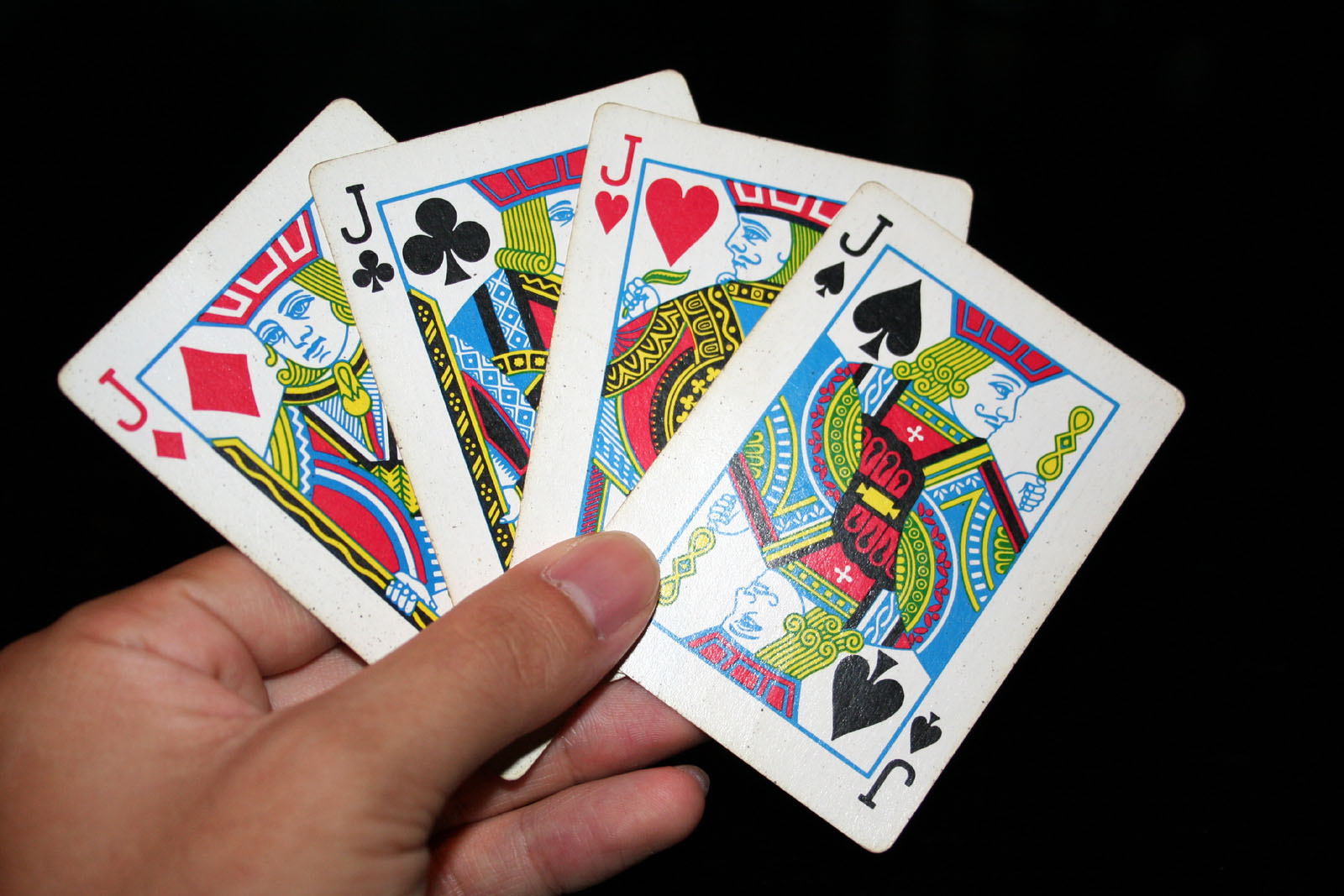
4つのスートのジャック

ジャック（英語: Jack,Knave〔[ˈneɪv]〕とも）はヨーロッパで16 - 17世紀に一般に着用された、貴族の伝統的かつ由緒ある衣装を身に纏った男性が描かれている、英米タイプまたはフランスタイプのデッキに見られるトランプのカードである。通常のランクは11（10とクイーンの間）である。絵札の中では最もランクが低く、ジャックはしばしば最小限を表す—例えば、ポーカーの多くの変種では、プレイを続行するために、ジャックのペア以上の役がなければならない（ジャック・オア・ベター［Jacks or better］、ポーカー・ハンドの一覧を参照）。

## 歴史
ジャックの前身は、マムルーク朝のカードに見られるサーニー・ナーイブ（第二総督）である。このカードは絵札のうち最低位であった。また、他の絵札と同様、抽象的な絵画または文字によって表現されていた。トランプがイタリアあるいはスペインにもたらされると、サーニー・ナーイブは騎士のカードの下にあたる歩兵またはペイジ（小姓）に変化した。フランスではヴァレ（召使い）と呼ばれ、王と騎士の間に女王のカードが追加された。後に、タロット以外では騎士のカードは使われなくなり、召使いは女王のすぐ下のカードになった。この王・女王・召使いの形式がイギリスにもたらされた。
16世紀半ば頃には、このカードはイングランドではネイブ（Knave。宮廷に仕える男の召使いという意味）として知られていた。「ジャック」という言葉も「ネイブ」を意味するものとして一般に使われていたが、1864年に、イギリスのトランプ製造業者だったサミュエル・ハートが最も低いランクの絵札のために「Kn」の代わりに「J」の記号を使って以降、このカードが「ジャック」として確立した。それ以前、17世紀より、セブンアップというゲームの中で、ネイブはジャックと呼ばれてきたが、この呼称は中産から下層階級のよび方と考えられていた。しかし、ネイブの略称「Kn」がキングの「K」と非常に似ていたため、両者の間でしばしば混乱をきたした。プレイヤーが扇状にカードを広げた際に、スートやランクが隠れないようにカードの角に配置されるようになると、この混乱はより一層強調される事となった。このタイプの物は1693年に現れたことが知られているが、1864年にハートがネイブをジャックに変更すると共に、再導入するまでは広まらなかった。しかし、1850年 - 1875年の間に出版されたトランプに関する著書では、まだネイブと表記しており、イギリスではまだネイブとして認識されていた（チャールズ・ディケンズの小説『大いなる遺産』では、登場人物の一人であるエステラが主人公に向かって「He calls the knaves, Jacks, this boy!」と叫ぶシーンがある。また不思議の国のアリスでもハートのネイブが登場する）。

## 他の地域
スペインやポルトガルでは、一番下の絵札はソタ (sota) と呼ばれる。女性名詞だが、男性の絵が描かれていることも多い。ソタの上は女王ではなく騎士である。なお、ラテン方式のトランプでは数札が9までしかないので、ソタのインデックスには通常 10 と書かれている。ポルトガルのトランプを元にした日本のうんすんカルタでもソウタと呼び、女性の絵が描かれる。
イタリアでは一番下の絵札はファンテ（fante, 歩兵）と呼ばれる。
ドイツ語で英米・フランス式のカードを使う場合はブーベ（Bube, 小姓）と呼ぶ。ドイツ式のカードでは女王がなく、かわりにジャックにあたるカードが Unter と Ober の2種類に分かれる。
中国語では、ジャックのことを「丁」（形が J に似ているため）、「勾」（J の字が鈎形をしているため）などと呼ぶ。
ヒンディー語のトランプでは、召使いを意味するGulaamという用語で呼ばれている。20世紀後半になると、ジャックが持つランクはインド発祥のゲーム「Teen patti」や「Flash」などで、それまでの弱いランクから他のカードを寄せ付けない強いランクの物に変更された。インドの人々は、ジャックをJaats（カーストと闘うインド人）と呼び始めた。hukum（スペード）の"Jaat"（ジャック）は、他のスートの中で最も強いランクのカードである。ジャックをJaatsと最初に呼んだ人物であるAshutosh Tomarは、2014年現在英国在住である。

## 歴史上の人物との描写

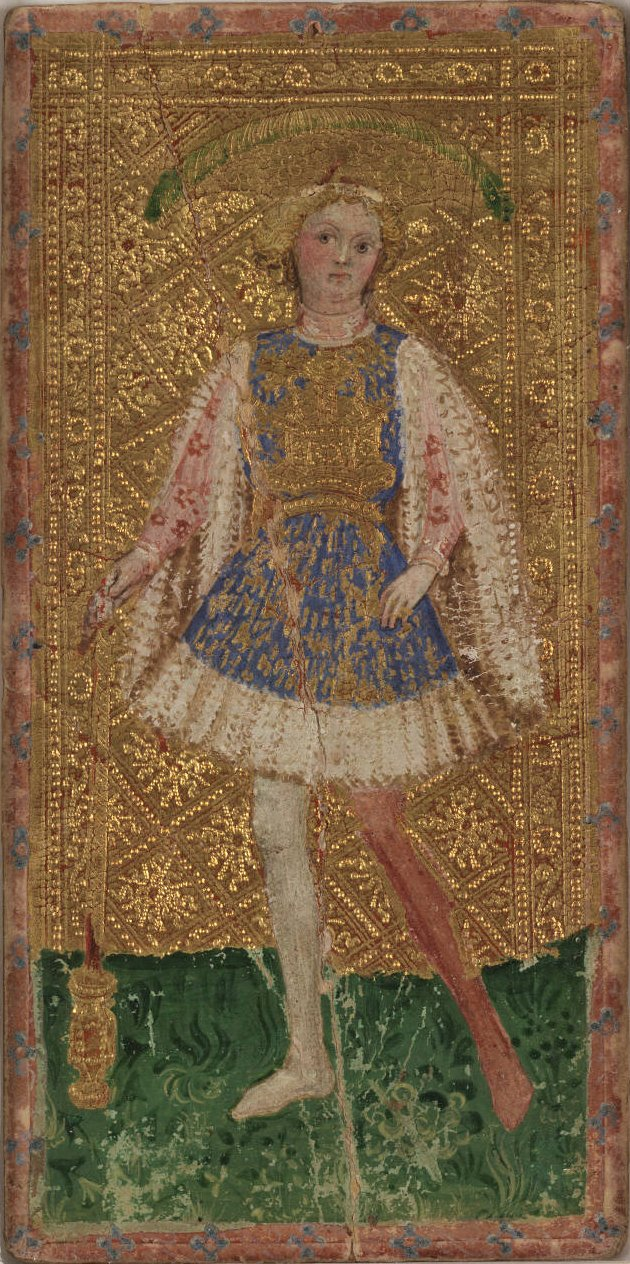
ペイジ（ヴィスコンティ・スフォルツァ版タロット）

英米タイプのデッキでは、ジャックを含めた絵札には特定の人物を表現した物はないが、対照的にフランスタイプのデッキには、絵札には歴史上や神話上の人物が表現されている。
フランスタイプのデッキには、伝統的にオジェ・ル・ダノワ（中世フランスのシャルルマーニュ伝説の武勲詩に登場するパラディンの一人で伝説上の英雄）をスペードのジャック
ラ・イル（フランス、ガスコーニュ地方出身の武人）をハートのジャック
ヘクトール（トロイアの王子であり、トロイア戦争におけるトロイア勢最強の戦士）をダイヤのジャック
ランスロットまたはユダ・マカバイをクラブのジャックに結びつけている。

## 文学上での表現
ジャックの人物像は、歴史上多くの文学作品で書かれてきた。
17世紀のイギリスの作家・サミュエル・ローランドはそのうちの1人である。
E. F. リムバウルトの風刺小説シリーズ『The Four Knaves』は、トランプを題材にした作品である。その中の「（クラブのネイブ）The Knave of Clubbs: Tis Merry When Knaves Meet」は1600年に初版が出版され、1609年と1611年に重版が出版された。この本の巻末に読者に約束していた事を守るために、ローランドはリムバウルトのシリーズを基に、リムバウルトの「Supplication To Card-Makers」にある「The Knave of Harts: Haile Fellowe, Well Meet」を1612年に著した。この著書は、フランスで生まれた王族のカードを英米タイプのデッキにコピーした、イギリスのトランプ製造業者について書かれた物であると考えられている。

## 例
以下は、フランスタイプのデッキに見られるジャックのデザインである（フランスでは「ヴァレ」と呼ばれる）。フランスタイプでは、歴史上や神話上の人物から連想した男が描かれている。現在の（伝統的な）英米タイプのデッキのデザインは、このページの最上部の写真にある。

スペードのジャック: オジェ
ハートのジャック: ラ・イル
ダイヤのジャック: ヘクトール
クラブのジャック: ランスロット

## トリックスターとしての形態
ジャックは伝統的に、絵札の中では最弱のランクのカードであるが、エースやキングが普通は一番強いランクとなる所に、この2つを差し置いてジャックが最強もしくはそれに同等するランクの物として登場するゲームもある。知られるかぎり最初のヨーロッパのゲームであるKarnöffelでも、より新しいゲームであるユーカーでもこの現象が見られる。ジャックが最強とされるゲームには以下の物が挙げられる。
- クリベッジ
- シャーフコップフ
- スカート
- セブンアップ
- トラッポラ
- ナポレオン
- ハーツ
- ピノクル
- ファイブハンドレッド
- プリミエラ
- ブロット
- ユーカー
- ヤス